# Bài tập bụng

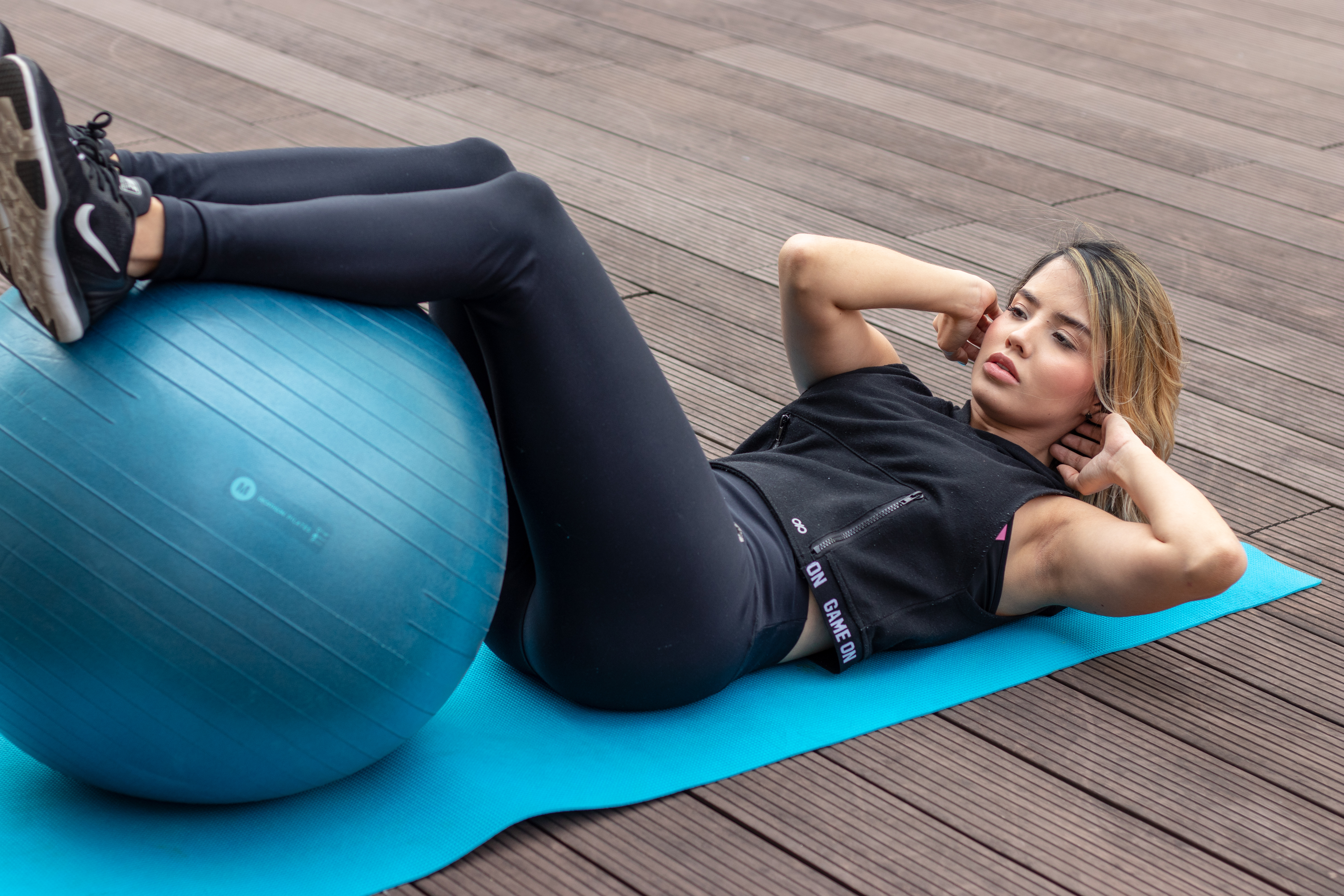
Một bài tập bụng với bóng squat

Bài tập bụng (Abdominal exercise) là một loại bài tập sức mạnh tác động đến cơ bụng (thường được gọi là cơ dạ dày). Cơ bụng của con người bao gồm bốn loại cơ là cơ thẳng bụng, cơ chéo bụng ngoài, cơ chéo bụng trong, và cơ ngang bụng. Khi thực hiện các bài tập bụng, điều quan trọng là phải hiểu các tác động, chức năng, các loại bài tập và suy nghĩ về cách thực hiện bài tập này một cách an toàn. Các bài tập bụng hữu ích để xây dựng cơ bụng từ đó cải thiện hiệu suất thi đấu với một số môn thể thao, giảm đau lưng và để chịu được các tác động vào bụng (chịu đấm). Theo một nghiên cứu năm 2011, các bài tập cơ bụng được biết là có thể tăng cường sức mạnh và sức bền của cơ bụng.
Vẫn còn tranh cãi rất nhiều về việc các bài tập bụng có tác dụng giảm mỡ bụng hay không. Một nghiên cứu năm 2011 cho thấy các bài tập bụng không trực tiếp làm giảm mỡ bụng mà để giảm mở bụng thì cần phải tạo ra sự hao hụt lượng mỡ thừa thông qua việc tiêu hao năng lượng và lượng kalo nạp vào (thâm hụt calo) nên chỉ riêng các bài tập bụng là không đủ để giảm mỡ bụng và kích cỡ bụng (chẳng hạn như bụng phệ). Kết quả ban đầu từ một nghiên cứu năm 2006 cho thấy bài tập đi bộ (không phải bài tập bụng) sẽ làm giảm kích thước của các tế bào mỡ dưới da bụng. Bài tập vừa phải làm giảm kích thước tế bào khoảng 18% ở 45 phụ nữ béo phì trong 20 tuần; chế độ ăn uống riêng lẻ dường như không ảnh hưởng đến kích thước tế bào.

## Các bài tập bụng
Đây là những bài tập siết cơ bụng để có vòng eo săn chắc:

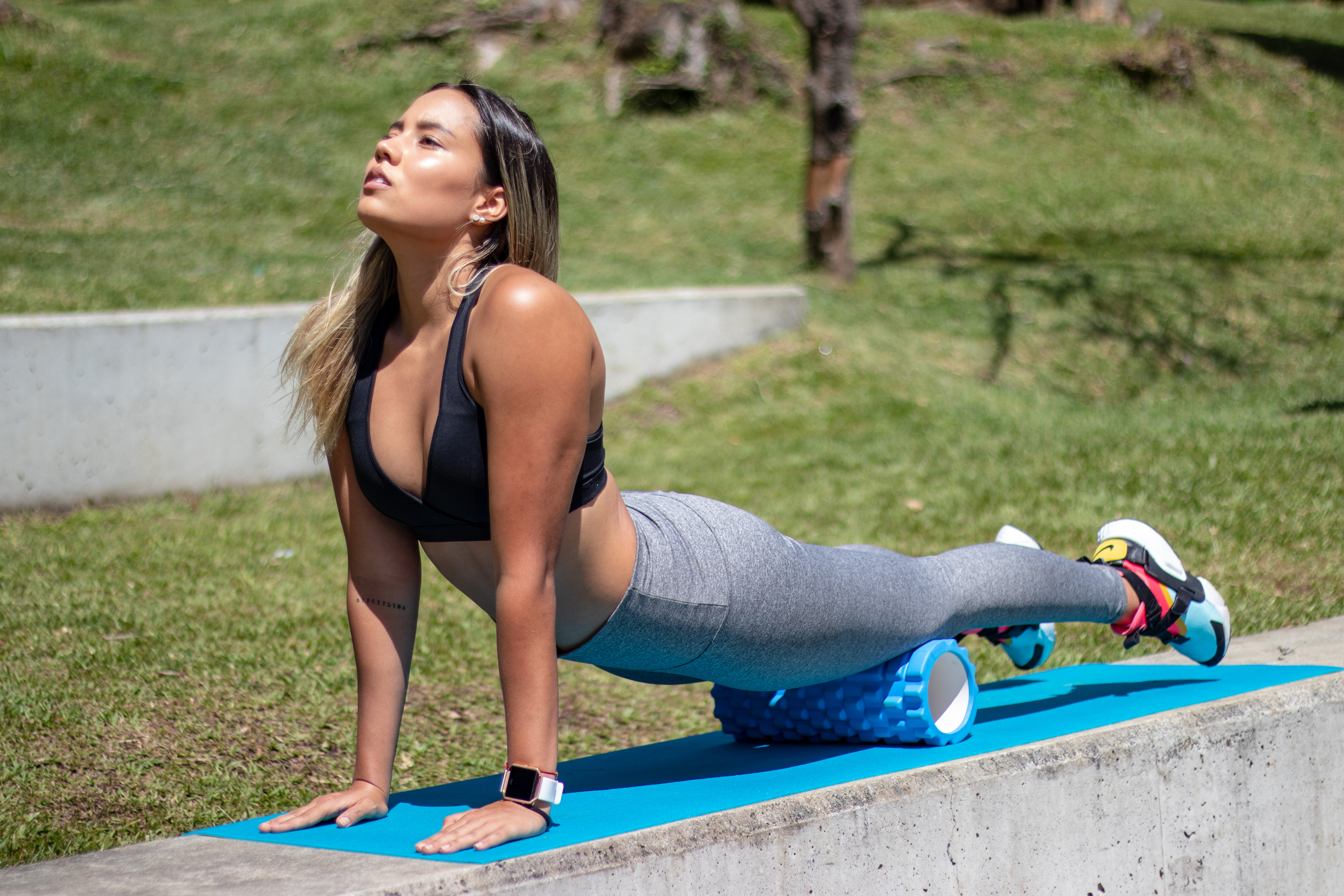
Bài tập giãn cơ bụng

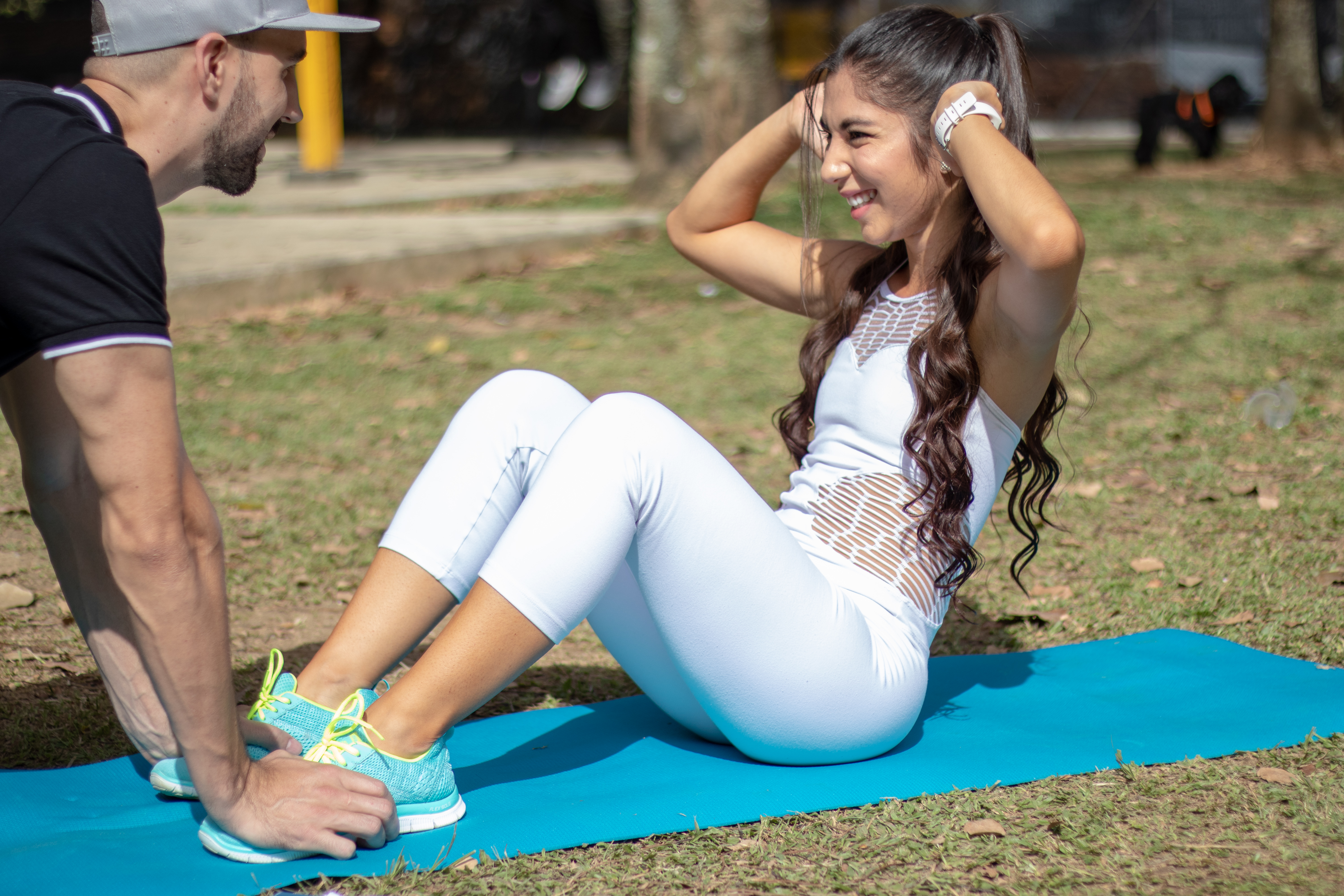
Một bài tập gập bụng

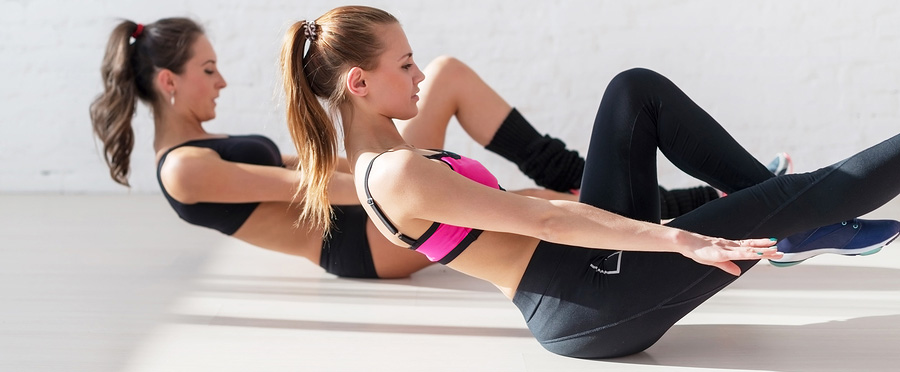
Bài tập bụng

- Bài tập gập bụng (Sit-up): Gập bụng là một trong những bài tập siết cơ bụng đơn giản nhất để có được vòng eo thon gọn, săn chắc.
- Bài tập gập bụng chéo: Nằm ngửa trên thảm với hai bàn tay đặt phía sau đầu. Tư thế của chân và đầu gối giống với bài tập gập bụng ở trên. Nhấc người lên khi gập bụng đồng thời đưa vai phải sang bên trái và giữ phần vai còn lại trên mặt sàn. Đổi bên, nhấc vai trái lên sang phía bên phải và cũng giữ phần thân còn lại trên mặt sàn.
- Tư thế gập bụng ngược (Reverse crunch): Đây cũng là một trong những bài tập có tác dụng siết cơ bụng hiệu quả, từ đó giúp sở hữu vòng eo săn chắc, hạn chế mỡ thừa.
- Bài tập Plank bụng (đo sàn siết cơ bụng) cơ bản: Bài tập này tác động trực tiếp đến nhóm cơ bụng, đặc biệt là cơ bụng dưới. Mặc dù bài tập này khá đơn giản nhưng cần lưu ý tập đúng động tác và giữ thẳng người. Nếu chùn lưng hay đẩy mông quá cao, có thể không đạt được hiệu quả như mong muốn hoặc thậm chí gặp chấn thương lưng, đau lưng. Bài tập plank cơ bản bắt đầu ở tư thế nằm sấp với hai tay chống xuống mặt sàn, ép mạnh lòng bàn tay để giảm lực tác động đến cổ tay.‏ ‏chống hai khuỷu tay vuông góc với vai. Nhón hai mũi chân lên và nâng người lên, giữ lưng, hông và đầu thẳng hàng. Đẩy vai về phía sau, tay hơi khụy nhẹ.‏ ‏Siết cơ bụng và giữ tư thế trong khoảng 30-60 giây trước khi trở về tư thế ban đầu[5].
- Plank giơ cao gối (Knee to outside elbow plank): Giống như các bài tập cơ bụng với tư thế plank thông thường, đây là động tác được ưa chuộng để giúp cơ bụng trở nên săn chắc hơn. Với việc giữ toàn bộ cơ thể ở trạng thái không chạm đất trong 1 khoảng thời gian, ngoại trừ rèn luyện cho cơ bụng, cơ vai và lực nâng từ chân cũng được luyện tập cùng theo.
- Plank nâng hông (Side Plank Lift): Bài tập kích hoạt các vùng cơ từ trong ra ngoài, cơ trực tràng và cơ bụng ngang. Side Plank Lift đòi hỏi sự ổn định ở phần hông khi tập, vì vậy phần cơ mông cũng được tác động giúp vòng 3 được săn chắc hơn.
- Plank xoay hông (Plank Hip Dip): Là bài tập không nên bỏ qua trong chế độ tập luyện giảm mỡ bụng. Có tác dụng đốt mỡ, săn cơ ở các phần cơ của bụng đặc biệt là cơ liên sườn. Ngoài ra phần lưng dưới cũng được kích thích hỗ trợ giảm mỡ giúp phần lưng được gọn gàng, săn chắc hơn.
- Bài tập plank nghiêng mình: Nằm nghiêng sang bên phải, duỗi thẳng hai chân và chồng lên nhau. Đặt khuỷu tay phải dưới vai phải với cẳng tay hướng ra. Ngón út của bàn tay phải tiếp xúc với mặt đất. Giữ cổ thẳng, thở ra và gồng cơ thể. Nâng hông khỏi thảm, cơ thể phải nằm trên một đường thẳng từ mắt cá chân đến đầu. Giữ tư thế này trong suốt thời gian thực hiện bài tập[5].
- Bài tập giữ cao chân: Thực hiện bài tập giữ cao chân có thể giúp kích hoạt toàn bộ phần cơ trọng tâm và giảm mỡ bụng một cách hiệu quả.
- Bài tập đạp xe tại chỗ hay gập bụng đạp xe (Bicycle Crunch): Hoạt động đạp xe tại chỗ sẽ có tác động vào nhóm cơ bụng dưới và cơ liên sườn, giúp đốt mỡ thừa ở vùng eo, bụng, đây là động tác để kích hoạt toàn bộ các phần cơ bụng như cơ nằm ngang, nằm dọc, 2 bên eo. Thậm chí động tác "đạp xe" kết hợp ở phần chân góp phần làm săn chắc phần cơ đùi hơn.
- Bài tập leo núi là động tác kết hợp giữa tim mạch và cơ bắp, không chỉ giúp tăng cường sức mạnh cơ lõi mà còn thúc đẩy quá trình giảm mỡ, đồng thời tạo hình cơ bụng, cơ mông và đùi, siết chặt bụng và giữ lưng thẳng khi gập gối về trước. Tốc độ càng nhanh, càng nhiều lượng mỡ thừa được đốt.
- Uốn người (Corkscrew) là bài tập có tác dụng lên lên phần cơ bụng, đặc biệt là 2 bên cơ thể. Khi thực hiện Cork Screw thì có thể cảm nhận phần hông được kéo căng và sự co bóp của phần lưng. Không chỉ giúp cơ bụng săn chắc hơn, các cơ của đùi cũng được kích thích để đốt cháy mỡ vì sẽ phải giữ và nâng cao phần chân của mình trong suốt quá trình tập.
- Gập chân thẳng (Straight Leg Crunch) giúp cảm nhận rõ rệt phần bụng nóng và chắc hơn khi thực hiện. Bài tập này giúp đốt cháy phần bụng trước và nhanh chóng sở hữu được cơ bụng phẳng lì, hấp dẫn.
- Vặn người kiểu Nga (Russian Twist): Vặn bụng kiểu Nga là động tác dành cho các binh lính của Nga thời kỳ chiến tranh lạnh và nó vẫn được ưa chuộng cho đến thời điểm hiện tại vì những hiệu quả tích cực của bài tập này. Động tác đơn giản, không thể thiếu trong các bài tập giảm mỡ bụng trên giường, có tác dụng giảm mỡ bụng hiệu quả, các cơ liên sườn cũng được rõ nét hơn. Bài tập cơ bụng với tư thế vặn người kiểu Nga tập trung chủ yếu vào vùng cơ bụng, phần cơ liên sườn và cả cơ ở tay. Động tác này sẽ giúp bạn đốt cháy phần calo dư thừa trong cơ thể nhiều hơn là việc tổng hợp các nhóm cơ cùng hoạt động.
- Nâng chân (Flutter Kick) là bài tập có tác dụng đến các phần cơ bụng dưới kết hợp với cơ hông. Các bước thực hiện đơn giản, có thể thực hiện ngay trước khi đi ngủ và ngay sau khi thức dậy mà không phải di chuyển khỏi giường. Nằm thẳng, hít thở đều vài nhịp thả lỏng cơ thể, đặt 2 tay úp xuống song song với người. Nhấc 2 chân đạp luân phiên theo nhịp. Nếu có thể nhấc chân cao một chút hãy hơi cong đầu gối, cố gắng giữ thẳng chân khi tập.
- X-crunch có động tác đơn giản, nhẹ nhàng hơn so với các bài tập trên. Tập sau khi thức dậy sẽ giúp giãn nở xương cốt, kích thích các phần cơ, đặc biệt hiệu quả trong việc đánh tan mỡ bụng và săn chắc vòng 3.
- Bài tập cơ liên sườn (Oblique): Có tác động chủ yếu vào phần cơ liên sườn, rất thích hợp để có vòng eo con kiến. Khi thực hiện thì nằm thẳng, chống chân lên sao cho 2 chân rộng bằng vai. Duỗi thẳng tay, nhấc người, nâng vai và nghiêng sang 2 bên chạm tay vào gót chân. Giữ bụng hóp khi tập để đảm bảo lực được tập trung vào phần trong tâm.
- Nâng tay dài (Long-arm crunch): Nằm ngửa, hai tay đặt lên phía trên đầu, chân co, bàn chân giữ cố định dưới sàn. Từ từ nâng đầu cùng cánh tay và gập người không quá cao, sau đó quay lại vị trí ban đầu.